# Districte electoral de Cervera
El districte de Cervera fou una circumscripció electoral del Congrés dels Diputats utilitzada en les eleccions generals espanyoles entre 1871 i 1923. Es tractava d'un districte uninominal, ja que només era representat per un sol diputat.

## Àmbit geogràfic
El districte comprenia tot el partit judicial de Cervera, exceptuant una part del nord del partit, que pertanyia al districte de Solsona.

## Diputats electes
| Elecció | Elecció        | Diputat                           | Partit/Ideologia                    |
| ------- | -------------- | --------------------------------- | ----------------------------------- |
|         | 1871           | Francesc Gassol i Jové            | Sense dades                         |
|         | Abril 1872     | Ramon Ferrer i Iglesias           | Sense dades                         |
|         | Agost 1872     | Gregori Moncasi i Castell         | Sense dades                         |
|         | 1873           | Joaquim Pi i Margall              | Partit Republicà Democràtic Federal |
|         | 1876           | Manuel Alonso Martínez            | Liberal                             |
|         | 1883 (parcial) | Vicente Alonso-Martínez y Martín  | Liberal                             |
|         | 1884           | Gustau Bofill i Capella           | Conservador                         |
|         | 1886           | Vicente Alonso-Martínez y Martín  | Liberal                             |
|         | 1901           | Luis Armiñán Pérez                | Liberal                             |
|         | 1903 (parcial) | Josep Balcells i Cortada          | Liberal                             |
|         | 1905           | Dionisio Alonso Martínez y Martín | Liberal                             |
|         | 1907           | Llorenç Maria Alier i Cassi       | Tradicionalista solidari            |
|         | 1910           | Josep Matheu i Ferrer             | Liberal                             |

## Resultats electorals

### Dècada de 1920
| Eleccions generals del 29/04/1923 |                     |                          |        |      |
| Partit/Ideologia                  | Partit/Ideologia    | Candidat                 | Vots   | %    |
|                                   | Lliga Regionalista  | Josep Matheu i Ferrer    | 4.720  | 60,2 |
|                                   | Liberal romanonista | José Alonso Martínez Beá | 3.124  | 39,8 |
| Total                             | Total               | Total                    | 7.844  | 100  |
| Cens/participació                 | Cens/participació   | Cens/participació        | 10.408 | 75,4 |

### Dècada de 1910
| Eleccions generals del 24/02/1918 |                     |                       |        |      |
| Partit/Ideologia                  | Partit/Ideologia    | Candidat              | Vots   | %    |
|                                   | Liberal autonomista | Josep Matheu i Ferrer | 4.074  | 50,5 |
|                                   | Conservador         | Joan Marsans i Peix   | 3.944  | 48,9 |
|                                   | Altres              | Altres                | 43     | 0,5  |
| Total                             | Total               | Total                 | 8.061  | 100  |
| Cens/participació                 | Cens/participació   | Cens/participació     | 10.379 | 77,7 |

| Eleccions generals del 09/04/1916 |                  |                       |                                                     |
| Partit/Ideologia                  | Partit/Ideologia | Candidat              | Vots                                                |
|                                   | Liberal          | Josep Matheu i Ferrer | Electe mitjançant l'article 29 de la llei electoral |

| Eleccions generals del 08/03/1914 |                               |                        |        |      |
| Partit/Ideologia                  | Partit/Ideologia              | Candidat               | Vots   | %    |
|                                   | Liberal Demòcrata romanonista | Josep Matheu i Ferrer  | 4.492  | 59,9 |
|                                   | Conservador datista           | Salvador Montiu i Reñé | 2.990  | 39,8 |
|                                   | Altres                        | Altres                 | 9      | 0,1  |
| Vots en blanc                     | Vots en blanc                 | Vots en blanc          | 13     | 0,2  |
| Total                             | Total                         | Total                  | 7.504  | 100  |
| Cens/participació                 | Cens/participació             | Cens/participació      | 10.044 | 74,7 |

| Eleccions generals del 08/05/1910 |                         |                              |        |      |
| Partit/Ideologia                  | Partit/Ideologia        | Candidat                     | Vots   | %    |
|                                   | Liberal                 | Josep Matheu i Ferrer        | 4.668  | 58,9 |
|                                   | Liberal                 | Salvador Montiu i Reñé       | 2.094  | 26,4 |
|                                   | Comunió Tradicionalista | Estanislau Segarra i Vilalta | 1.078  | 13,6 |
|                                   | Altres                  | Altres                       | 2      | 0,0  |
| Vots en blanc                     | Vots en blanc           | Vots en blanc                | 89     | 1,1  |
| Total                             | Total                   | Total                        | 7.931  | 100  |
| Cens/participació                 | Cens/participació       | Cens/participació            | 10.060 | 78,8 |

### Dècada de 1900
| Eleccions generals del 21/04/1907 |                           |                             |       |      |
| Partit/Ideologia                  | Partit/Ideologia          | Candidat                    | Vots  | %    |
|                                   | Tradicionalista solidari  | Llorenç Maria Alier i Cassi | 5.629 | 99,6 |
|                                   | Conservador anti-solidari | Rafael Roig i Torres        | 0     | 0,0  |
|                                   | Altres                    | Altres                      | 21    | 0,4  |
| Total                             | Total                     | Total                       | 5.650 | 100  |
| Cens/participació                 | Cens/participació         | Cens/participació           | 9.939 | 56,8 |

| Eleccions generals del 10/11/1905 |                   |                                   |        |      |
| Partit/Ideologia                  | Partit/Ideologia  | Candidat                          | Vots   | %    |
|                                   | Liberal           | Dionisio Alonso Martínez y Martín | 5.950  | 97,8 |
|                                   | Republicà         | Nicolás Salmerón y Alonso         | 133    | 2,2  |
|                                   | Altres            | Altres                            | 1      | 0,0  |
| Total                             | Total             | Total                             | 6.084  | 100  |
| Cens/participació                 | Cens/participació | Cens/participació                 | 10.039 | 60,6 |

| Elecció parcial del 26/05/1903 |                   |                                   |       |      |
| Partit/Ideologia               | Partit/Ideologia  | Candidat                          | Vots  | %    |
|                                | Liberal           | Josep Balcells i Cortada          | 3.870 | 58,7 |
|                                | Conservador       | Dionisio Alonso Martínez y Martín | 2.724 | 41,3 |
|                                | Altres            | Altres                            | 3     | 0,0  |
| Total                          | Total             | Total                             | 6.597 | 100  |
| Cens/participació              | Cens/participació | Cens/participació                 | 9.547 | 69,1 |

| Eleccions generals del 19/05/1901 |                   |                    |       |       |
| Partit/Ideologia                  | Partit/Ideologia  | Candidat           | Vots  | %     |
|                                   | Liberal           | Luis Armiñán Pérez | 6.214 | 100,0 |
|                                   | Altres            | Altres             | 3     | 0,0   |
| Total                             | Total             | Total              | 6.217 | 100   |
| Cens/participació                 | Cens/participació | Cens/participació  | 9.293 | 66,9  |

### Dècada de 1890
| Eleccions generals del 16/04/1899 |                   |                                  |       |      |
| Partit/Ideologia                  | Partit/Ideologia  | Candidat                         | Vots  | %    |
|                                   | Liberal           | Vicente Alonso-Martínez y Martín | 5.019 | 99,8 |
|                                   | Altres            | Altres                           | 8     | 0,2  |
| Total                             | Total             | Total                            | 5.027 | 100  |
| Cens/participació                 | Cens/participació | Cens/participació                | 9.237 | 54,4 |

| Eleccions generals del 27/03/1898 |                   |                                  |       |       |
| Partit/Ideologia                  | Partit/Ideologia  | Candidat                         | Vots  | %     |
|                                   | Liberal           | Vicente Alonso-Martínez y Martín | 5.721 | 100,0 |
| Total                             | Total             | Total                            | 5.721 | 100   |
| Cens/participació                 | Cens/participació | Cens/participació                | 9.358 | 61,1  |

| Eleccions generals del 12/04/1896 |                   |                                  |       |      |
| Partit/Ideologia                  | Partit/Ideologia  | Candidat                         | Vots  | %    |
|                                   | Liberal           | Vicente Alonso-Martínez y Martín | 3.446 | 50,0 |
|                                   | Altres            | Altres                           | 3.446 | 50,0 |
| Total                             | Total             | Total                            | 6.892 | 100  |
| Cens/participació                 | Cens/participació | Cens/participació                | 9.262 | 74,4 |

| Eleccions generals del 05/03/1893 |                   |                                  |       |      |
| Partit/Ideologia                  | Partit/Ideologia  | Candidat                         | Vots  | %    |
|                                   | Liberal           | Vicente Alonso-Martínez y Martín | 3.130 | 58,7 |
|                                   | Altres            | Altres                           | 2.205 | 41,3 |
| Total                             | Total             | Total                            | 5.335 | 100  |
| Cens/participació                 | Cens/participació | Cens/participació                | 9.199 | 58,0 |

| Eleccions generals del 01/02/1891 |                  |                                  |       |
| Partit/Ideologia                  | Partit/Ideologia | Candidat                         | Vots  |
|                                   | Liberal          | Vicente Alonso-Martínez y Martín | 6.061 |

### Dècada de 1880
| Eleccions generals del 04/04/1886 |                  |                                  |       |      |
| Partit/Ideologia                  | Partit/Ideologia | Candidat                         | Vots  | %    |
|                                   | Liberal          | Vicente Alonso-Martínez y Martín | 1.390 | 87,4 |
|                                   | Altres           | Altres                           | 200   | 12,6 |
| Total                             | Total            | Total                            | 1.590 | 100  |

| Eleccions generals del 27/04/1884 |                  |                         |       |      |
| Partit/Ideologia                  | Partit/Ideologia | Candidat                | Vots  | %    |
|                                   | Conservador      | Gustau Bofill i Capella | 1.210 | 70,8 |
|                                   | Altres           | Altres                  | 499   | 29,2 |
| Total                             | Total            | Total                   | 1.709 | 100  |

| Elecció parcial del 22/04/1883 |                  |                                  |       |       |
| Partit/Ideologia               | Partit/Ideologia | Candidat                         | Vots  | %     |
|                                | Liberal          | Vicente Alonso-Martínez y Martín | 1.945 | 100,0 |
| Total                          | Total            | Total                            | 1.945 | 100   |

| Eleccions generals del 20/08/1881 |                  |                        |       |      |
| Partit/Ideologia                  | Partit/Ideologia | Candidat               | Vots  | %    |
|                                   | Liberal          | Manuel Alonso Martínez | 1.192 | 70,3 |
|                                   | Altres           | Altres                 | 504   | 29,7 |
| Total                             | Total            | Total                  | 1.696 | 100  |

### Dècada de 1870
| Eleccions generals del 20/04/1879 |                  |                        |       |      |
| Partit/Ideologia                  | Partit/Ideologia | Candidat               | Vots  | %    |
|                                   | Liberal          | Manuel Alonso Martínez | 921   | 57,0 |
|                                   | Altres           | Altres                 | 695   | 43,0 |
| Total                             | Total            | Total                  | 1.616 | 100  |

| Eleccions generals del 20/01/1876 |                  |                        |       |      |
| Partit/Ideologia                  | Partit/Ideologia | Candidat               | Vots  | %    |
|                                   | Liberal          | Manuel Alonso Martínez | 6.330 | 99,9 |
|                                   | Altres           | Altres                 | 4     | 0,1  |
| Total                             | Total            | Total                  | 6.334 | 100  |

| Eleccions generals del 10/05/1873 |                                     |                      |       |      |
| Partit/Ideologia                  | Partit/Ideologia                    | Candidat             | Vots  | %    |
|                                   | Partit Republicà Democràtic Federal | Joaquim Pi i Margall | 1.908 | 96,9 |
|                                   | Altres                              | Altres               | 62    | 3,1  |
| Total                             | Total                               | Total                | 1.970 | 100  |

| Eleccions generals del 24/08/1872 |                  |                           |       |      |
| Partit/Ideologia                  | Partit/Ideologia | Candidat                  | Vots  | %    |
|                                   | Sense dades      | Gregori Moncasi i Castell | 1.287 | 58,0 |
|                                   | Altres           | Altres                    | 933   | 42,0 |
| Total                             | Total            | Total                     | 2.220 | 100  |

| Eleccions generals del 03/04/1872 |                  |                         |       |      |
| Partit/Ideologia                  | Partit/Ideologia | Candidat                | Vots  | %    |
|                                   | Sense dades      | Ramon Ferrer i Iglesias | 2.759 | 58,2 |
|                                   | Altres           | Altres                  | 1.980 | 41,8 |
| Total                             | Total            | Total                   | 4.739 | 100  |

| Eleccions generals del 08/03/1871 |                  |                        |       |      |
| Partit/Ideologia                  | Partit/Ideologia | Candidat               | Vots  | %    |
|                                   | Sense dades      | Francesc Gassol i Jové | 3.386 | 52,6 |
|                                   | Altres           | Altres                 | 3.054 | 47,4 |
| Total                             | Total            | Total                  | 6.440 | 100  |